# Jaime Tomás (ciclista)
Jaime Tomás Florit es un ex ciclista profesional español. Nació en Muro (Islas Baleares) el 1 de noviembre de 1967. Fue profesional entre 1988 y 1990 ininterrumpidamente.
Pasó al campo profesional de la mano de Javier Mínguez, en el equipo Amaya Seguros.
Su labor siempre era la de gregario de los diferentes jefes de filas que tuvo (Laudelino Cubino, Fabio Parra, Jesús Montoya,...). Siempre se sacrificaba por el equipo, circunstancia que provocó que no consiguiera victorias en el campo profesional.
Después de quedar en segunda posición en el campeonato de España de ciclismo en ruta en Júniors, su paso al profesionalismo levantó unas expectativas que nunca llegaron a cumplirse.

## Palmarés
1987
- 3º en la Vuelta a Navarra

- No logró ninguna victoria como profesional.

## Equipos
- BH Sport (1988-1989)
- BH-Amaya Seguros (1990)